# Sinus Honoris
Le Sinus Honoris (latin : Golfe de l'Honneur), est une mare lunaire qui est située le long de la rive occidentale de la Mare Tranquillitatis. Le Sinus Honoris est situé au sud-ouest du cratère Al-Bakri, à l'ouest du cratère Maclear à l'est du cratère Sosigenes et de la fracture dénommée Rimae Sosigenes, au nord du cratère Julius Caesar près de la Mare Vaporum.